# يوسوك كوندو
يوسوك كوندو هو سياسي ياباني، ولد في 19 مايو 1965 في واشنطن العاصمة في الولايات المتحدة. نشط حزبياً في الحزب الديمقراطي الياباني. وقد انتخب عضو مجلس النواب الياباني ‏ وقد انضم خلال فترته النيابية ‏ للكتلة البرلمانية الحزب الديمقراطي الياباني.

## وصلات خارجية
- الموقع الرسمي